# El Espinal
El Espinal é um corregimento no distrito de Guararé, província de Los Santos, Panamá, com uma população de 1.243 a partir de 2010. A sua população em 1990 foi de 1.117, a sua população a partir de 2000 foi de 1.206.